# روبن هنتر
روبن هنتر (بالإنجليزية: Robin Hunter)‏ هو ممثل بريطاني، ولد في 4 سبتمبر 1929 بلندن في المملكة المتحدة، وتوفي في 8 مارس 2004 في المملكة المتحدة.

## وصلات خارجية
- روبن هنتر على موقع IMDb (الإنجليزية)
- روبن هنتر على موقع ديسكوغز (الإنجليزية)
- روبن هنتر على موقع قاعدة بيانات الفيلم (الإنجليزية)